# Proyecto Stormfury

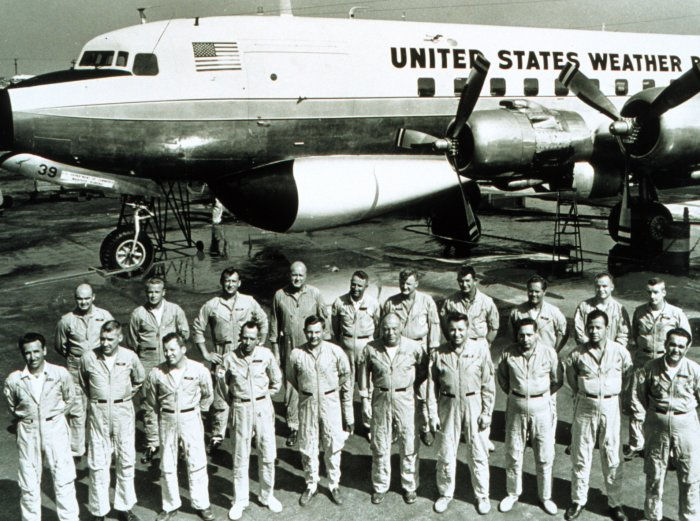
Foto de 1966 de la tripulación y el personal del Proyecto Stormfury

El Proyecto Stormfury fue un intento de debilitar los ciclones tropicales lanzando aviones contra ellos y sembrándolos de yoduro de plata. El proyecto fue dirigido por el Gobierno de los Estados Unidos de 1962 a 1983. La hipótesis era que el yoduro de plata congelaría el agua sobreenfriada de la tormenta, alterando la estructura interna del huracán, lo que permitió sembrar varios huracanes atlánticos. Sin embargo, más tarde se demostró que esta hipótesis era incorrecta. Se determinó que la mayoría de los huracanes no contienen suficiente agua superenfriada para que la siembra de nubes sea eficaz. Además, los investigadores descubrieron que los huracanes no sembrados sufren a menudo los mismos cambios estructurales que se esperaban de los huracanes sembrados. Este hallazgo puso en entredicho los éxitos de Stormfury, ya que los cambios registrados tenían ahora una explicación natural.
El último vuelo experimental se realizó en 1971, debido a la falta de tormentas candidatas y a un cambio en la flota de la NOAA. El proyecto Stormfury se canceló oficialmente más de una década después del último experimento de modificación. Aunque el proyecto no logró su objetivo de reducir la destructividad de los huracanes, sus datos de observación y la investigación del ciclo de vida de las tormentas ayudaron a mejorar la capacidad de los meteorólogos para predecir el movimiento y la intensidad de los huracanes.

## Hipótesis

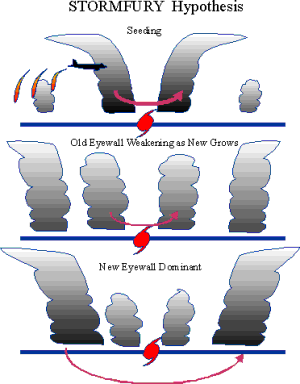
La hipótesis de trabajo del Proyecto Stormfury

Vincent Schaefer e Irving Langmuir fueron los primeros en intentarlo. Tras ser testigo de la creación artificial de cristales de hielo, Langmuir se convirtió en un entusiasta partidario de la modificación del clima. Schaefer descubrió que cuando arrojaba hielo seco picado a una nube, se producían precipitaciones en forma de nieve.
En lo que respecta a los huracanes, se planteó la hipótesis de que al sembrar la zona alrededor de la pared ocular con yoduro de plata, se liberaría calor latente. Esto favorecería la formación de una nueva pared ocular. Como esta nueva pared ocular era mayor que la anterior, los vientos del ciclón tropical serían más débiles debido a la reducción del gradiente de presión. Incluso una pequeña reducción de la velocidad de los vientos de un huracán sería beneficiosa: dado que el potencial de daño de un huracán aumenta con el cuadrado de la velocidad del viento, una ligera disminución de la velocidad del viento tendría una gran reducción de la destructividad.
Gracias a los esfuerzos de Langmuir y a las investigaciones de Schaefer en General Electric, el concepto de utilizar la siembra de nubes para debilitar los huracanes cobró fuerza. De hecho, Schaefer había provocado una gran tormenta de nieve el 20 de diciembre de 1946 sembrando una nube, lo que hizo que GE abandonara el proyecto por motivos legales. Schaefer y Langmuir ayudaron al ejército estadounidense como asesores del Proyecto Cirrus, el primer gran estudio sobre la física de las nubes y la modificación del tiempo. Su objetivo más importante era intentar debilitar los huracanes.

## Proyecto Cirrus

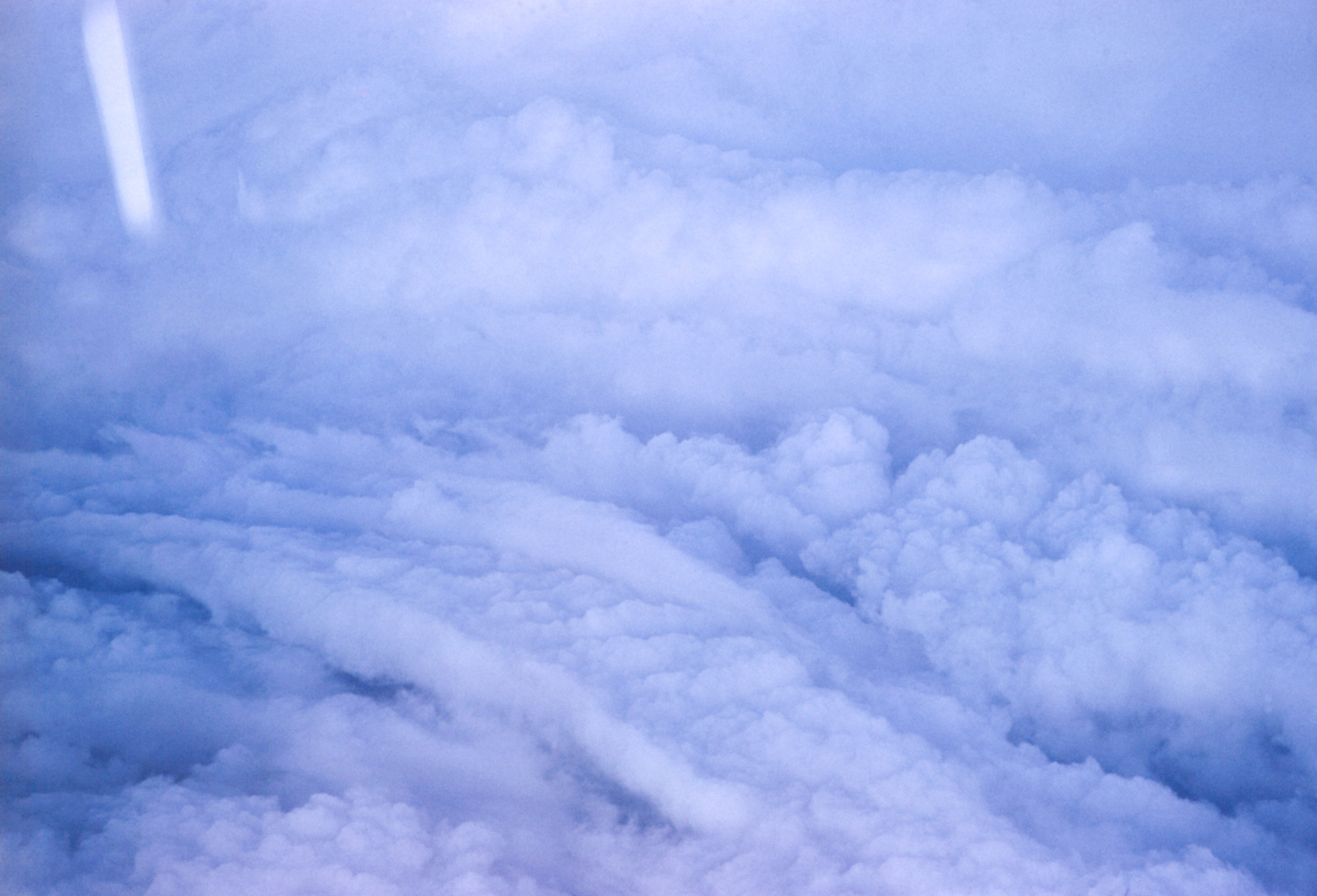
Ojo del huracán Esther

El Proyecto Cirrus fue el primer intento de modificar un huracán. Fue una colaboración de la General Electric Corporation, el Cuerpo de Señales del Ejército de EE. UU., la Oficina de Investigación Naval y las Fuerzas Aéreas de EE. UU. Tras varios preparativos y el escepticismo inicial de los científicos gubernamentales, el primer intento de modificar un huracán comenzó el 13 de octubre de 1947 en el huracán Cape Sable que se dirigía de oeste a este y mar adentro.
Los dos B-17 del proyecto y un B-29 del 53º grupo de Reconocimiento Meteorológico fueron enviados desde MacDill Field, Florida, para interceptar el huracán. El B-17 de siembra voló a lo largo de las bandas de lluvia del huracán, y dejó caer casi 180 libras (82 kilogramos) de hielo seco triturado en las nubes. La tripulación informó de «Pronunciada modificación de la cubierta de nubes sembradas». No se sabe si se debió a la siembra. A continuación, el huracán cambió de dirección y tocó tierra cerca de Savannah, Georgia. El público culpó a la siembra, e Irving Langmuir afirmó que el cambio de dirección había sido causado por la intervención humana. Cirrus fue cancelado y se amenazó con demandas judiciales. Sólo el hecho de que un sistema de 1906 hubiera seguido una trayectoria similar, así como las pruebas que demostraban que la tormenta ya había empezado a girar cuando se inició la siembra, pusieron fin al litigio. Este desastre hizo retroceder once años la causa de los huracanes sembrados.
Al principio se negó oficialmente la siembra y pasaron años antes de que el gobierno lo admitiera. Según la edición del 12 de septiembre de 1965 del Fort Lauderdale News and Sun-Sentinel, en 1947 un huracán «se volvió loco» y «doce años después se admitió que la tormenta había sido de hecho sembrada».

## Entre un proyecto y otro
El Proyecto Nacional de Investigación de Huracanes de la Oficina Meteorológica de Estados Unidos, fundado en 1955, tenía entre sus objetivos investigar la validez científica de los métodos de modificación de huracanes. Con este fin, se probaron dispensadores de yoduro de plata en el huracán Daisy, en agosto de 1958. Las bengalas se desplegaron fuera de la pared ocular del huracán, por lo que se trató de una prueba de equipo más que de un experimento de modificación. El equipo funcionó mal en todos los vuelos menos en uno, y no se obtuvieron datos concluyentes.
El primer experimento de siembra desde el desastre del Cirrus se intentó el 16 de septiembre de 1961 en el huracán Esther con aviones del NHRP y de la Marina de los Estados Unidos. Se dejaron caer ocho cilindros de yoduro de plata en la pared ocular del huracán Esther y se registró un debilitamiento de los vientos del 10%. Esta vez, el yoduro de plata no cayó en la pared ocular y no se observó ninguna reducción de la velocidad del viento. Estos dos resultados se interpretaron como un «éxito» del experimento.
Las semillas del huracán Esther condujeron a la creación del Proyecto Stormfury en 1962. El Proyecto Stormfury era una empresa conjunta del Departamento de Comercio y la Marina de los Estados Unidos.

## Proyecto BATON
El objetivo del Proyecto BATON era el análisis de la historia vital de las tormentas eléctricas. El Proyecto BATON, una actividad de investigación del Departamento de Defensa apoyada por la Agencia de Proyectos de Investigación Avanzada, pretendía ampliar la comprensión de la física de las tormentas como ayuda para la previsión meteorológica, la prevención de incendios y, posiblemente, para controlar artificialmente el tiempo. El Dr. Helmut Weickmann, como empleado del Laboratorio de Investigación y Desarrollo de Señales del Ejército de EE. UU., y el Dr. Paul MacCready, de Meteorology Research, Inc., fueron los líderes conjuntos del equipo del Proyecto BATON.

## Inicio del proyecto STORMFURY
Robert Simpson se convirtió en su primer director, cargo que desempeñó hasta 1965. Se utilizaron varias directrices para seleccionar las tormentas que se sembrarían. El huracán tenía que tener menos de un 10% de probabilidades de acercarse a tierra habitada en el plazo de un día, tenía que estar al alcance de los aviones de siembra y tenía que ser una tormenta bastante intensa con un ojo bien formado.El principal efecto de estos criterios fue hacer que los posibles objetivos de siembra fueran extremadamente raros.
En la temporada de 1962 no se formaron tormentas adecuadas. El año siguiente, Stormfury comenzó realizando experimentos en cúmulos. Del 17 al 20 de agosto de ese año, se llevaron a cabo experimentos en 11 nubes, de las cuales seis fueron sembradas y cinco fueron controles. En cinco de las seis nubes sembradas se observaron cambios coherentes con la hipótesis de trabajo.
El 23 de agosto de 1963, el huracán Beulah fue el escenario del siguiente intento de siembra. Tenía una pared ocular indistinta. Además, se cometieron errores, ya que las semillas de yoduro de plata se lanzaron en lugares equivocados. Como consecuencia, no ocurrió nada. Al día siguiente, se hizo otro intento y los sembradores dieron en el blanco. Se observó que la pared ocular se desmoronaba y era sustituida por otra de mayor radio. Los vientos sostenidos también disminuyeron en un veinte por ciento. En conjunto, los resultados de los experimentos en Beulah fueron «alentadores pero no concluyentes».
En los seis años posteriores a Beulah, no se realizaron vuelos de siembra por varias razones diferentes. En 1964, el equipo de medición y observación no estaba listo para ser utilizado. El año siguiente, todos los vuelos se utilizaron para experimentación adicional en nubes no huracanadas.
Joanne Simpson se convirtió en su directora a partir de 1965. Mientras estaban en el mar en agosto de la temporada de huracanes atlánticos de 1965, los meteorólogos de Stormfury decidieron que el huracán Betsy era un buen candidato para la siembra. Sin embargo, la tormenta giró inmediatamente hacia tierra y el 1 de septiembre se cancelaron los vuelos previstos. Por alguna razón, no se notificó a la prensa que no había siembra, y varios periódicos informaron de que había comenzado. Cuando Betsy pasó cerca de las Bahamas y se estrelló contra el sur de Florida, el público y el Congreso pensaron que la siembra estaba en marcha y culparon a Stormfury. Los funcionarios de Stormfury tardaron dos meses en convencer al Congreso de que Betsy no estaba sembrado, y se permitió que el proyecto continuara. Un segundo candidato, el huracán Elena, se quedó demasiado mar adentro.
Después de Betsy, otros dos huracanes estuvieron a punto de ser sembrados. El huracán Faith se consideró un candidato probable, pero se mantuvo fuera del alcance de los aviones de siembra. Ese mismo año, se realizaron vuelos de reconocimiento del huracán Inés, pero no hubo siembra. Tanto la temporada de 1967 como la de 1968 fueron inactivas. Debido a ello, no hubo objetivos adecuados para la siembra en ninguna de esas dos temporadas.

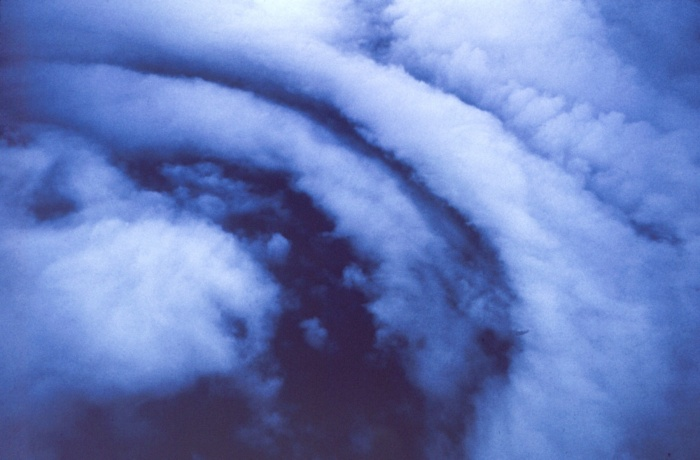
El ojo del huracán Debbie el 20 de agosto

El Dr. R. Cecil Gentry se convirtió en director de Stormfury en 1968. No hubo más casi siembras hasta 1969. En el ínterin, se mejoró el equipo. Lo que antes era el primitivo método de verter hielo seco a mano se sustituyó por botes cohete cargados con yoduro de plata, y luego por dispositivos similares a pistolas montados en las alas de los aviones que disparaban yoduro de plata a las nubes. Se mejoró el equipo de observación y se utilizaron datos de reconocimiento adicionales para modificar la hipótesis de trabajo. La nueva teoría tuvo en cuenta las torres de cúmulos fuera de la pared ocular. Según la teoría revisada, al sembrar las torres se liberaría calor latente. Esto provocaría el inicio de una nueva convección, que a su vez daría lugar a una nueva pared ocular. Como el nuevo ojo estaba fuera del original, el primero se quedaría sin energía y se desmoronaría. Además, como el nuevo ojo era más ancho que el anterior, los vientos serían menores debido a una diferencia de presión menos acusada.
El huracán Debbie de 1969 brindó la mejor oportunidad para probar los fundamentos del Proyecto Stormfury. En muchos sentidos, era la tormenta perfecta para la siembra: no amenazaba tierra, pasó al alcance de los aviones de siembra y era intensa, con un ojo bien definido. El 18 y el 20 de agosto, trece aviones volaron hacia la tormenta para vigilarla y sembrarla. El primer día, la velocidad del viento disminuyó un 31% y el segundo día, un 18%. Ambos cambios coincidían con la hipótesis de trabajo de Stormfury. De hecho, los resultados fueron tan alentadores que «se planificó un programa de investigación muy ampliado», entre otras conclusiones, la necesidad de sembrar con frecuencia, a intervalos cercanos a una hora.
Las temporadas de 1970 y 1971 no proporcionaron candidatos adecuados para la siembra. A pesar de ello, se realizaron vuelos en el huracán Ginger. Ginger no era una tormenta adecuada para la siembra, debido a su naturaleza difusa e indistinta. La siembra no tuvo ningún efecto. Ginger fue la última siembra realizada por el Proyecto Stormfury.

## Después de la siembra

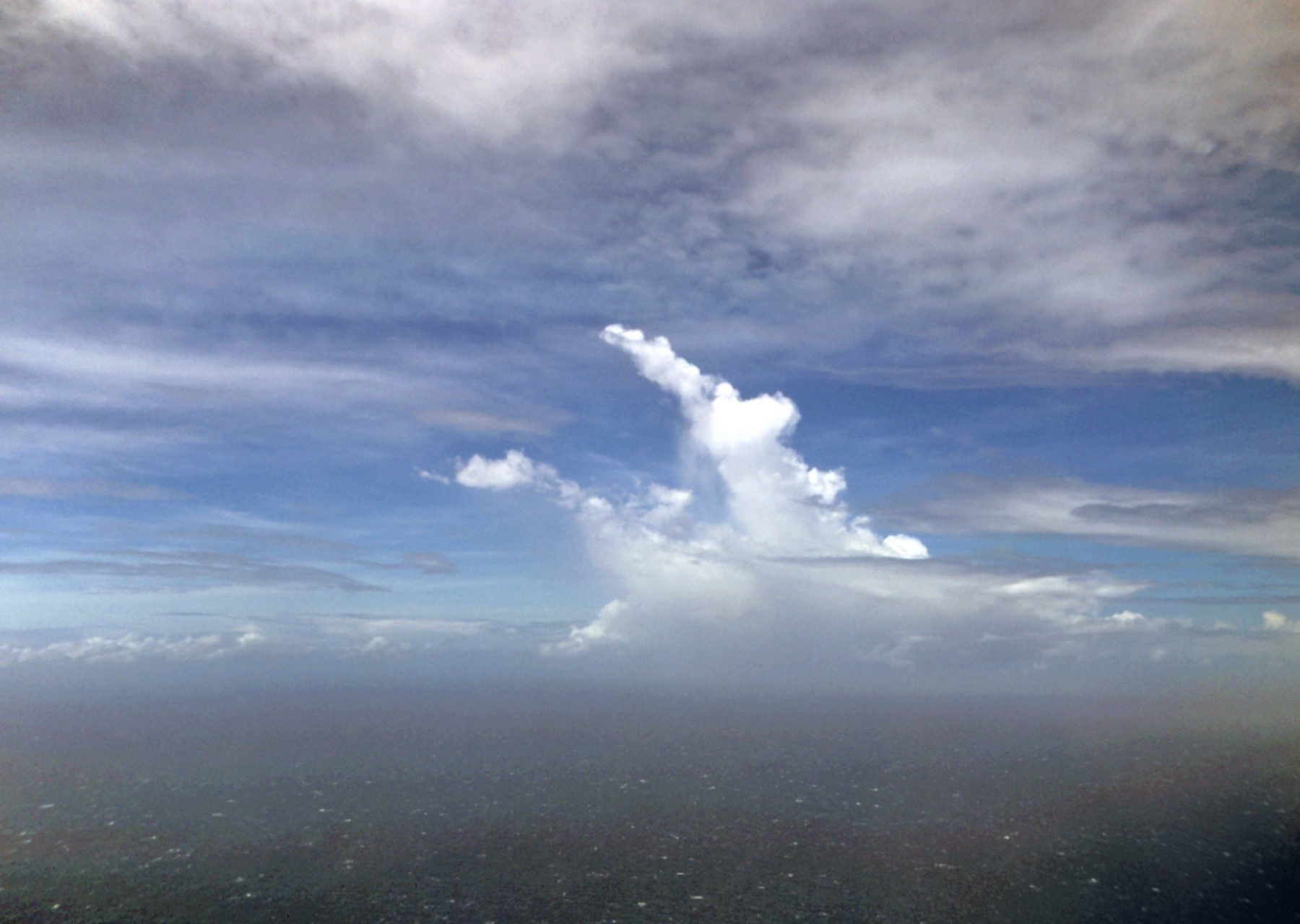
Tormenta dentro de la tormenta tropical Dorothy

Los huracanes atlánticos que cumplían todos los criterios eran extremadamente raros, lo que hacía muy difícil duplicar el «éxito» alcanzado con el huracán Debbie. Mientras tanto, acontecimientos ajenos a la meteorología obstaculizaban la causa de la modificación de los huracanes.
A principios de los años 70, la Marina se retiró del proyecto. Stormfury comenzó a centrar sus esfuerzos en comprender, más que en modificar, los ciclones tropicales. Al mismo tiempo, los B-17 del proyecto se acercaban al final de su vida operativa. Con un coste de 30 millones de dólares (año desconocido) se adquirieron dos Lockheed P-3. Debido a la rareza de los huracanes atlánticos que cumplían los requisitos de seguridad, se planificó trasladar Stormfury al Pacífico y experimentar con el gran número de tifones que había allí. Esta acción requería muchos de los mismos requisitos de seguridad que en el Atlántico, pero tenía la ventaja de contar con un número mucho mayor de sujetos potenciales.
El plan era volver a empezar en 1976 y sembrar tifones volando desde Guam. Sin embargo, cuestiones políticas bloquearon el plan. La República Popular China anunció que no estaría contenta si un tifón sembrado cambiaba de rumbo y tocaba tierra en sus costas, mientras que Japón se declaró dispuesto a soportar las dificultades causadas por los tifones porque ese país obtenía más de la mitad de sus precipitaciones de ciclones tropicales.
También fracasaron planes similares para operar Stormfury en el Pacífico norte oriental o en la región australiana.

## Fracaso de la hipótesis de trabajo
Anteriormente ya se habían detectado paredes oculares múltiples en huracanes muy fuertes, como el tifón Sarah y el huracán Donna. Las paredes oculares dobles sólo solían observarse en sistemas muy intensos. También se habían observado después de la siembra en algunas de las tormentas sembradas. En aquel momento, las únicas observaciones de cambios rápidos en el diámetro de las paredes oculares, aparte de las presumiblemente exitosas siembras, se producían durante cambios rápidos en la intensidad de las tormentas. No estaba claro si las siembras causaban las paredes oculares secundarias o si simplemente formaban parte de un ciclo natural (porque la correlación no implica causalidad). En un principio se pensó que los cambios en las paredes oculares similares a los observados en los sistemas sembrados, pero no en los no sembrados, constituían la prueba de que el Proyecto Stormfury había sido un éxito. Pero si más tarde se observaba que esos cambios en la pared ocular también eran comunes en sistemas no sembrados, tales observaciones arrojarían dudas sobre la hipótesis y los supuestos que impulsaban el Proyecto Stormfury.
De hecho, empezaron a acumularse datos y observaciones que desacreditaban la hipótesis de trabajo de Stormfury. Comenzando con los huracanes Anita y David, los vuelos de los aviones cazahuracanes se encontraron con sucesos similares a los que ocurrían en las tormentas «exitosamente» sembradas. La propia Anita tenía un ejemplo débil de un ciclo de pared ocular concéntrica, y David uno más dramático. En agosto de 1980, el huracán Allen atravesó el Atlántico, el Caribe y el Golfo de México. También sufrió cambios en el diámetro de su ojo y desarrolló múltiples paredes oculares. Todo esto era coherente con el comportamiento que se habría esperado de Allen si hubiera sido sembrado. Por tanto, lo que Stormfury creía haber logrado mediante la siembra también estaba ocurriendo por sí mismo.
Otras observaciones en los huracanes Anita, David, Frederic y Allen. también descubrieron que los ciclones tropicales tienen muy poca agua superenfriada y una gran cantidad de cristales de hielo. La razón por la que los ciclones tropicales tienen poca agua superenfriada es que las corrientes ascendentes dentro de un sistema de este tipo son demasiado débiles para evitar que el agua caiga en forma de lluvia o se congele. Como la siembra de nubes necesitaba agua superenfriada para funcionar, la falta de agua superenfriada significaba que la siembra no tendría ningún efecto.
Esas observaciones pusieron en tela de juicio la base del proyecto Stormfury. A mediados de 1983, Stormfury fue finalmente cancelado tras quedar invalidada la hipótesis que guiaba sus esfuerzos.

## Legado
En el sentido de debilitar los huracanes para reducir su capacidad destructiva, el Proyecto Stormfury fue un completo fracaso porque no distinguía entre los fenómenos naturales de los ciclones tropicales y el impacto de la intervención humana. Se habían gastado millones de dólares. Al final, «[el proyecto] STORMFURY tenía dos defectos fatales: no era microfísica ni estadísticamente viable».
Además, Stormfury había sido uno de los principales generadores de fondos para la División de Investigación de Huracanes. Mientras el proyecto estuvo operativo, el presupuesto de la HRD rondaba los 4 millones de dólares (1975 USD; 16 millones de dólares en 2008 USD), con una plantilla de aproximadamente 100 personas. En 2000, la HRD empleaba a 30 personas y contaba con un presupuesto de aproximadamente 2,6 millones de dólares anuales.
Sin embargo, el Proyecto Stormfury también tuvo resultados positivos. Los conocimientos adquiridos durante los vuelos resultaron inestimables para refutar sus hipótesis. Otros conocimientos científicos permitieron comprender mejor los ciclones tropicales. Además, los Lockheed P-3 eran perfectamente adecuados para recopilar datos sobre ciclones tropicales, lo que permitió mejorar la previsión de estas monstruosas tormentas. Esos aviones seguían siendo utilizados por la NOAA en 2005.
El expresidente cubano Fidel Castro alegó que el Proyecto Stormfury era un intento de convertir los huracanes en armas.